# Нарев
На́рев (бел. Нараў, пол. Narew) — река в западной Белоруссии и северо-восточной Польше, правый приток Западного Буга. Длина — 497 км (453 км в Польше), площадь водосборного бассейна — 28380 км².
Исток реки в Беловежской пуще на высоте 159 м. Нарев — равнинная низинная река с большими разливами, питающая обширные болота и торфяники. Среднемноголетний расход воды в среднем течении (у города Остроленка) 111 м³/с.
Название реки связывают с ностратическим корнем *nVr- и другими широко распространёнными в Европе гидронимами на Nar-/Ner- (ср. с Нарва, Неретва, Нерис, Нерль, Неро, Нара).